# باول كوران (جغرافي)
باول كوران (بالإنجليزية: Paul Curran)‏ هو جغرافي بريطاني، ولد في 17 مايو 1955.